# Pandevou
Pandevou ist eine osttimoresische Aldeia im Suco Guiço (Verwaltungsamt Loes, Gemeinde Liquiçá). 2015 lebten in der Aldeia 686 Menschen.

## Geographie
Pandevou bildet einen von Norden bis Süden durchgehenden Streifen in der Mitte des Sucos Guiço. Westlich befindet sich die Aldeia Vatu-Vei, südwestlich die Aldeia Irlelo und östlich die Aldeias Mau-Ulo und Caicassavou. Im Nordwesten grenzt Pandevou an den Suco Maubaralissa und im Süden an den Suco Atabae (Gemeinde Bobonaro). Die Grenze zu Bobonaro bildet der Fluss Lóis.
Im Zentrum liegen die Dörfer Pandevou und Ermeta mit dem Sitz der Aldeia. Größere Straßen führen von ihnen nach Süden und durch den Süden der Aldeia. Südlich von Ermeta befindet sich an der Grenze zu Vatu-Vei der Hügel Foho Vatukerbau (134 m).

## Politik
2023 wurde Damião do Santos zum Chefe de Aldeia gewählt.